# 송시연
송시연(1984년 12월 15일 ~ )은 대한민국의 배우이다.

## 연기 활동

### 드라마
- 2010년 : KBS2 수목드라마 《도망자 Plan.B》 ... 나까무라 황 비서 역
- 2011년 : KBS2 월화드라마 《강력반》 ... 박은아 역
- 2012년 : KBS2 월화드라마 《빅》 ... 강경준에게 작업거는 여자 역

### 영화
- 2012년 : 《수목장》 ... 혜린 역
- 2018년 : 《배반의 장미》 ... 사츠코 역